# Nova-111
Nova-111 est un jeu vidéo d'action et de réflexion développé par Funktronic Labs et édité par Curve Digital, sorti en 2015 sur Windows, Mac, Wii U, PlayStation 3, Xbox One et PlayStation Vita.

## Accueil
- Canard PC : 8/10[1]
- Destructoid : 7/10[2]
- Pocket Gamer : 6/10[3]